# 日罗蒙 (瓦兹省)
日罗蒙（法語：Giraumont，法語發音：[ʒiʁomɔ̃]）是法国瓦兹省的一个市镇，属于贡比涅区。

## 地理
日罗蒙（49°28'15"N, 2°49'7"E）面积3.55 平方千米，位于法国上法蘭西大區瓦兹省，该省份为法国北部内陆省份，北起索姆省，西接厄尔省和滨海塞纳省，南至塞纳-马恩省和瓦兹河谷省，东临埃纳省。
与日罗蒙接壤的市镇（或旧市镇、城区）包括：库丹、隆格伊-阿内勒、梅利科克、维莱叙库丹。

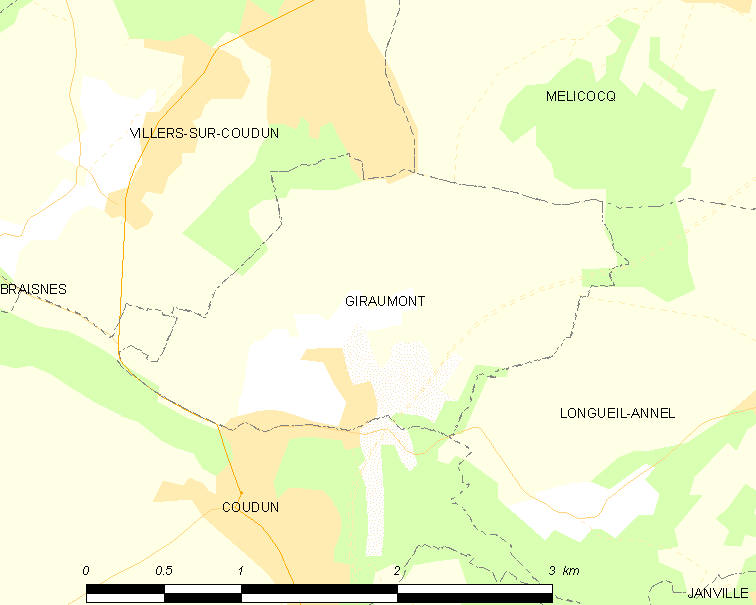
的OSM定位图

日罗蒙的时区为UTC+01:00、UTC+02:00（夏令时）。

## 行政
日罗蒙的邮政编码为60150，INSEE市镇编码为60273。

## 政治
日罗蒙所属的省级选区为埃斯特雷圣但尼县。

## 人口

1962-2008年间人口变化图示

日罗蒙于2022年1月1日时的人口数量为524人。